# Abierto Mexicano de Tenis 2020 - Qualificazioni singolare maschile
Le qualificazioni del singolare maschile dell'Abierto Mexicano de Tenis 2020 sono state un torneo di tennis preliminare per accedere alla fase finale della manifestazione. I vincitori dell'ultimo turno sono entrati di diritto nel tabellone principale. In caso di ritiro di uno o più giocatori aventi diritto a questi sono subentrati i lucky loser, ossia i giocatori che hanno perso nell'ultimo turno ma che avevano una classifica più alta rispetto agli altri partecipanti che avevano comunque perso nel turno finale.

## Teste di serie
1. Cameron Norrie (spostato nel tabellone principale)
2. Tommy Paul (qualificato)
3. Tarō Daniel (ultimo turno, lucky loser)
4. Damir Džumhur (qualificato)

1. Marcos Giron (qualificato)
2. Jason Jung (qualificato)
3. Alex Bolt (ultimo turno, lucky loser)
4. Daniel Elahi Galán (ultimo turno)

## Qualificati
1. Jason Jung
2. Tommy Paul

1. Marcos Giron
2. Damir Džumhur

### Lucky loser
1. Alex Bolt

1. Tarō Daniel

## Tabellone

### Legenda
| - Q = Qualificato - WC = Wild card - LL = Lucky loser | - ALT = Alternate - SE = Special Exempt - PR = Protected Ranking | - w/o = Walkover - r = Ritirato - d = Squalificato |

### Sezione 1
|  | Primo turno | Primo turno     | Primo turno     | Primo turno | Primo turno |  |  | Ultimo turno | Ultimo turno    | Ultimo turno    | Ultimo turno | Ultimo turno |  |
|  |             |                 |                 |             |             |  |  |              |                 |                 |              |              |  |
|  | ALT         | Daniel Altmaier | Daniel Altmaier | 6           | 6           |  |  |              |                 |                 |              |              |  |
|  | WC          | Ryan Harrison   | Ryan Harrison   | 2           | 3           |  |  | ALT          | Daniel Altmaier | Daniel Altmaier | 1            | 3            |  |
|  |             | Steven Diez     | Steven Diez     | 2           | 2           |  |  | 6            | Jason Jung      | Jason Jung      | 6            | 6            |  |
|  | 6           | Jason Jung      | Jason Jung      | 6           | 6           |  |  |              |                 |                 |              |              |  |

### Sezione 2
|  | Primo turno | Primo turno        | Primo turno | Primo turno | Primo turno |  |  | Ultimo turno | Ultimo turno       | Ultimo turno       | Ultimo turno | Ultimo turno |  |
|  |             |                    |             |             |             |  |  |              |                    |                    |              |              |  |
|  | 2           | Tommy Paul         | 7           | 1           |             |  |  |              |                    |                    |              |              |  |
|  |             | Danilo Petrović    | 67          | 0           | r           |  |  | 2            | Tommy Paul         | Tommy Paul         | 6            | 6            |  |
|  | WC          | Lucas Gómez        | 7           | 1           | 2           |  |  | 8            | Daniel Elahi Galán | Daniel Elahi Galán | 4            | 4            |  |
|  | 8           | Daniel Elahi Galán | 5           | 6           | 6           |  |  |              |                    |                    |              |              |  |

### Sezione 3
|  | Primo turno | Primo turno              | Primo turno              | Primo turno | Primo turno |  |  | Ultimo turno | Ultimo turno | Ultimo turno | Ultimo turno | Ultimo turno |  |
|  |             |                          |                          |             |             |  |  |              |              |              |              |              |  |
|  | 3           | Tarō Daniel              | 6                        | 4           |             |  |  |              |              |              |              |              |  |
|  | ALT         | Max Purcell              | 3                        | 3           | r           |  |  | 3            | Tarō Daniel  | 4            | 7            | 1            |  |
|  | WC          | Juan Alejandro Hernández | Juan Alejandro Hernández | 5           | 1           |  |  | 5            | Marcos Giron | 6            | 5            | 6            |  |
|  | 5           | Marcos Giron             | Marcos Giron             | 7           | 6           |  |  |              |              |              |              |              |  |

### Sezione 4
|  | Primo turno | Primo turno     | Primo turno   | Primo turno | Primo turno |  |  | Ultimo turno | Ultimo turno  | Ultimo turno | Ultimo turno | Ultimo turno |  |
|  |             |                 |               |             |             |  |  |              |               |              |              |              |  |
|  | 4           | Damir Džumhur   | Damir Džumhur | 6           | 6           |  |  |              |               |              |              |              |  |
|  |             | João Menezes    | João Menezes  | 1           | 4           |  |  | 4            | Damir Džumhur | 65           | 6            | 6            |  |
|  |             | Sebastian Ofner | 62            | 6           | 67          |  |  | 7            | Alex Bolt     | 7            | 3            | 4            |  |
|  | 7           | Alex Bolt       | 7             | 4           | 7           |  |  |              |               |              |              |              |  |